# Тейхоевые кислоты

Структура тейхоевой кислоты клеточной стенки Micrococcaceae.

Тейхоевые кислоты  (от греч. τειχος, «стена») — линейные углеводные фосфатсодержащие гетерополимеры, состоящие из повторяющихся остатков полиолов либо гликозилполиолов, связанных фосфодиэфирными связями.
В зависимости от полиолов, образующих основную цепь, выделяют глицерин-, рибит- и манниттехойевые кислоты.
Являются компонентами клеточной стенки многих грамположительных бактерий. Могут быть ковалентно связаны с мембранными липидами и тогда называются липотейхоевые кислоты.

## Распространение и структура
Тейхоевые кислоты обнаружены только в грамположительных бактериях, таких как Staphylococci, Streptococci, Bacillus, Clostridium, Corynebacterium и Listeria, где они могут выступать на поверхность пептидогликанового слоя. Тейхоевые кислоты могут быть связаны с липидами плазматической мембраны — т. н. липотейхоевые кислоты — либо с конечным D-аланином тетрапептида, соединяющего молекулы N-ацетилмурамовой кислоты.